# حفار حقيقي
حفار حقيقي (الاسم العلمي: Eteoryctis)، جنس حشرات عثية من فصيلة المشيقات.

## أصل التسمية
يشتق الاسم العلمي Eteoryctis من اليونانية eteos (بمعنى حقيقي) وoryctis (بمعنى حفار، مُعَدِّن).

## الأنواع
- Eteoryctis deversa (Meyrick, 1922)
- Eteoryctis gemoniella (Stainton, 1862)
- Eteoryctis picrasmae Kumata & Kuroko, 1988
- Eteoryctis syngramma (Meyrick, 1914)

## روابط خارجية
- Global Taxonomic Database of Gracillariidae (Lepidoptera)